# العلاقات الألبانية الكرواتية
العلاقات الألبانية الكرواتية هي العلاقات الثنائية التي تجمع بين ألبانيا وكرواتيا.

## مقارنة بين البلدين
هذه مقارنة عامة ومرجعية للدولتين:
| وجه المقارنة                                              | ألبانيا                                                    | كرواتيا                                                  |
| --------------------------------------------------------- | ---------------------------------------------------------- | -------------------------------------------------------- |
| المساحة (كم2)                                             | 28.75 ألف                                                  | 56.59 ألف                                                |
| عدد السكان (نسمة)                                         | 3.02 مليون                                                 | 4.11 مليون                                               |
| الكثافة السكانية (ن./كم²)                                 | 105.04                                                     | 72.63                                                    |
| العاصمة                                                   | تيرانا                                                     | زغرب                                                     |
| اللغة الرسمية                                             | اللغة الألبانية                                            | اللغة الكرواتية                                          |
| العملة                                                    | ليك ألباني                                                 | كونا كرواتية                                             |
| الناتج المحلي الإجمالي (بليون دولار)                      | 13.04 مليار                                                | 54.85 مليار                                              |
| الناتج المحلي الإجمالي (تعادل القوة الشرائية) بليون دولار | 33.17 مليار                                                | 94.64 مليار                                              |
| الناتج المحلي الإجمالي الاسمي للفرد دولار أمريكي          | 3.94 ألف                                                   | 11.54 ألف                                                |
| الناتج المحلي الإجمالي للفرد دولار أمريكي                 | 11.11 ألف                                                  | 21.64 ألف                                                |
| مؤشر التنمية البشرية                                      | 0.764                                                      | 0.818                                                    |
| رمز المكالمات الدولي                                      | +355                                                       | +385                                                     |
| رمز الإنترنت                                              | .al                                                        | .hr                                                      |
| المنطقة الزمنية                                           | توقيت وسط أوروبا، ت ع م+01:00، ت ع م+02:00، أوروبا/تيرانا ‏ | توقيت وسط أوروبا، ت ع م+01:00، ت ع م+02:00، أوروبا/زغرب ‏ |

## مدن متوأمة
في ما يلي قائمة باتفاقيات التوأمة بين مدن ألبانية وكرواتية:
- ترتبط تيرانا مع زغرب باتفاقية توأمة.

## منظمات دولية مشتركة
يشترك البلدان في عضوية مجموعة من المنظمات الدولية، منها:
| علم المنظمة | اسم المنظمة                               | تاريخ انضمام ألبانيا | تاريخ انضمام كرواتيا |
| ----------- | ----------------------------------------- | -------------------- | -------------------- |
|             | منظمة التجارة العالمية                    | ?                    | ?                    |
|             | الأمم المتحدة                             | 14 ديسمبر 1955       | 22 مايو 1992         |
|             | حلف شمال الأطلسي                          | 1 أبريل 2009         | 1 أبريل 2009         |
|             | الاتحاد الدولي للاتصالات                  | 2 يونيو 1922         | 3 يونيو 1992         |
|             | مجلس أوروبا                               | ?                    | ?                    |
|             | يونسكو                                    | 16 أكتوبر 1958       | 1 يونيو 1992         |
|             | المنظمة الأوروبية لسلامة الملاحة الجوية   | 2002                 | 1997                 |
|             | الاتحاد البريدي العالمي                   | ?                    | ?                    |
|             | مؤسسة التنمية الدولية                     | 15 أكتوبر 1991       | 25 فبراير 1993       |
|             | منظمة حظر الأسلحة الكيميائية              | ?                    | ?                    |
|             | وكالة ضمان الاستثمار متعدد الأطراف        | 15 أكتوبر 1991       | 19 مارس 1993         |
|             | منظمة الشرطة الجنائية الدولية             | ?                    | ?                    |
|             | مؤسسة التمويل الدولية                     | 15 أكتوبر 1991       | 25 فبراير 1993       |
|             | البنك الدولي للإنشاء والتعمير             | 15 أكتوبر 1991       | 25 فبراير 1993       |
|             | منظمة الأمن والتعاون في أوروبا            | 19 يونيو 1991        | 24 مارس 1992         |
|             | المركز الدولي لتسوية المنازعات الاستشارية | 14 نوفمبر 1991       | 22 أكتوبر 1998       |

## وصلات خارجية
- موقع وزارة الخارجية الألبانية
- موقع وزارة الخارجية الكرواتية